# Lunachicks
Lunachicks, Riot Grrrlband från New York bildat 1987. Bandet spelar en mix av punkrock och heavy metal.

## Medlemmar
- Theo Kogan - sång
- Gina Volpe - gitarr, sång
- Sydney Silver - basgitarr, sång
- Sindi Benezra Valsamis - gitarr (1987-1997)
- Mike - trummor (1987-1988)
- Susan Rebecca Lloyd - trummor (1989-1992)
- Chip English - trummor (1993-1999, 2002- )
- Helen Destroy - trummor (2000-2001)

## Diskografi

### Album
- 1990 - Babysitters on Acid
- 1992 - Binge & Purge
- 1995 - Jerk of All Trades
- 1997 - Pretty Ugly
- 1998 - Drop Dead Live
- 1999 - Luxury Problem

### Singlar och EP-skivor
- 1989 - Lunachicks Double
- 1990 - Cookie Monster / Complication
- 1992 - C.I.L.L. / Plugg
- 1992 - Apathetic
- 1993 - F.D.S. / Light As A Feather
- 1993 - Sushi A La Mode
- 1995 - Edgar
- 1997 - Don't Want You

### Videor
- 1999 - XXX Naked